# Tempelj olimpskega Zevsa (Agrigento)
Tempelj olimpskega Zevsa (ali Olimpejon, ki je bil v Italiji znan kot Tempio di Giove Olimpico) v Agrigentu na Siciliji je bil največji dorski tempelj, kdaj koli zgrajen, čeprav ni bil nikoli dokončan in je zdaj v ruševinah. Stoji v Valle dei Templi s številnimi drugimi velikimi grškimi templji.

## Zgodovina
Zgodovina templja je nejasna, vendar je bil verjetno zgrajen v spomin na bitko pri Himeri (480 pr. n. št.), v kateri sta grški mesti Akragas (Agrigento) in Sirakuze premagali Kartažane pod Hamilkarjem. Po zgodovinarju Diodorju Sicilskem je bil tempelj zgrajen s kartažanskimi sužnji - verjetno poraženimi vojaki, ujetimi v bitki.  V antični literaturi se sicer malo omenja. Grški zgodovinar Polibij ga na kratko omenja v opisu Akragasa iz 2. stoletja pred našim štetjem in opozarja, da »so ostali templji in pristanišče, ki krasijo mesto, zelo veličastni, tempelj olimpskega Zevsa pa nedokončan, in zdi se, da v Grčiji ni enakega po oblikovanju in dimenzijah«. 
Po besedah Diodora je ostal nedokončan zaradi kasnejše kartažanske osvojitve mesta. Streha je manjkala že v tistem času. Tempelj je bil sčasoma poškodovan zaradi potresov, v 18. stoletju pa so ga močno izkoriščali kot kamnolom, da bi zagotovili gradbeni material za sodobno mesto Agrigento in bližnje pristanišče Porto Empedokle. Danes je ohranjen samo kot široka kamnita ploščad, ki je polna padlih stebrov in blokov kamna.

## Arhitektura
Tempelj, o katerega strukturi se še vedno razpravlja, je meril na stilobatu 112,70 x 56,30 m, z višino približno 20 m. Celotna konstrukcija je bila izdelana iz majhnih kamnitih blokov, kar je povzročilo negotovost glede velikosti stavbe. Po besedah Diodora so stebrni žlebovi (kanelura) zlahka skrili moškega: njihova višina je bila ocenjena od 14,50 do 19,20 metrov. Stali so na petstopenjski ploščadi, približno 4,5 m nad tlemi. Prostor je zasedala velika baza s pet-stopenjsko krepidomo. Sprednji del templja je imel sedem pol stebrov, arhaična funkcija, ki je preprečevala dodajanje osrednjih vrat. Daljši stranici sta imeli štirinajst pol stebrov.
Za razliko od drugih templjev tistega obdobja, zunanji stebri niso stali sami kot samostojni peristil, temveč so bili del kontinuirne stene, potrebne za podporo ogromne teže ogredja. Med stebri so stali ogromni Atlanti, kamnite figure visoke približno 7,5 m. Zdi se, da so se figure izmenjale med bradatimi in obritimi figurami, vse gole in stale s hrbtom ob steni, roke pa so imele iztegnjene nad glavo. 
Natančno pozicioniranje Atlantov je predmet nekaj arheoloških razprav, vendar se na splošno domneva, da so stali v vdolbini police na zgornjem delu zunanje stene, pri čemer so nosili težo zgornjega dela templja na rokah. Eden od padlih Atlantov je bil ponovno sestavljen v bližnjem arheološkem muzeju, drugi pa na tleh med ruševinami templja. Poskusi podrobne rekonstrukcije prvotnega videza telamonovega originala je oviralo njihovo slabo stanje; so močno erodirani in zdi se, da vse noge manjkajo. 
Atlanti so izredno nenavadne lastnosti in so bili morda edinstveni v tistem času. Nekateri so jih razumeli kot simbol grškega zasužnjenja kartažanskih napadalcev  ali celo pripisovali egiptovskim vplivom. Joseph Rykwert komentira, da »čista velikost templja potrjuje navidezno ekstravaganco Akraganovčanov, njihovo ljubezen do prikaza«.
Prisotnost oken med stebri ni potrjena. Cela je bila oblikovana s steno, povezano z 12 pilastri na vsaki daljši strani, koti, ki obdajajo pronaos in epistodom. Vhod v celo je dobil neznano število vrat. Notranjost je navdihnila feničansko-kartažanska arhitektura; obsegala je ogromno tri ladijsko dvorano stebrov, sredi katerih je bila odprtina proti nebu. Streha verjetno nikoli ni bila dokončana, čeprav so imeli pedimenti popolne mramorne skulpture. Vzhodni konec, po opisu navdušenca Diodora Sicilskega , je prikazoval Gigantomahijo, medtem ko je bil na zahodnem koncu upodobljen padec Troje, ki je znova simboliziral zmagoslavje Grkov nad svojim barbarskim tekmecem.
Pred vzhodno fasado je pilastrska baza velikega oltarja velikosti 54,50 x 17,50 m.